# Alfa Romeo Tonale
Alfa Romeo Tonale — компактный кроссовер, выпускаемый с февраля 2022 года итальянской компанией Alfa Romeo. В иерархии расположен выше Alfa Romeo Junior и ниже Alfa Romeo Stelvio.
Tonale — первый гибридный автомобиль Alfa Romeo. Название Tonale автомобиль получил в честь горного перевала Тонале на севере Италии.
В августе 2022 года была представлена обновлённая версия Dodge Hornet, эксклюзивная для североамериканского рынка, как самый маленький SUV компании Dodge. Hornet продаётся наряду с Tonale с другими характеристиками и по более низкой цене.

## Описание
Серийный Tonale первоначально планировался к выпуску в 2021 году, но был отложен до 2022 года из-за глобальной нехватки полупроводников и требований руководства Alfa Romeo к большей дальности хода и производительности трансмиссии. Он был разработан во времена владения Fiat Chrysler Automobiles на платформе SCCS, на которой также выпускается Jeep Compass. Tonale также является первой моделью Alfa Romeo с опциональной подключаемой гибридной системой, которая включает литий-ионный аккумулятор ёмкостью 15,5 кВт·ч для обеспечения запаса хода 48 км на электротяге. Tonale знаменует собой усилия бренда по электрификации, когда Alfa Romeo станет первым брендом среди 14 брендов Stellantis, который к 2027 году перейдёт на полностью электрическую систему.
Все модели Tonale оснащены 12,3-дюймовой цифровой информационно-развлекательной системой и 10,25-дюймовым сенсорным экраном с программным обеспечением Uconnect 5. Кроме того, Tonale поставляется с NFT, который записывает и хранит данные о жизненном цикле автомобиля. По словам Alfa Romeo, NFT генерирует сертификат, который, по заявлению Stellantis, помогает сохранить остаточную стоимость автомобиля. Журнал The Verge отметил, что компания Alfa Romeo не предоставила много информации о том, какую технологию блокчейна для этого планируется использовать. Журнал Jalopnik считает, что оцифровка истории обслуживания автомобиля — хорошая идея, но блокчейн-NFT — «плохой» и «совершенно ненужный» способ добиться этого.

По словам Alfa Romeo, Tonale был разработан таким образом, чтобы обеспечить более активное вождение, чем в среднем по классу, за счёт использования очень быстрой рулевой рейки (2,3 оборота от упора до упора). Он также оснащён системой распределения крутящего момента при торможении, частотно-селективными амортизаторами в стандартной комплектации, а также адаптивными элементами и четырёхпоршневыми тормозами на топовой модели Veloce.
- Вид сзади
- Интерьер

## Технические характеристики
Alfa Romeo Tonale оснащён 1,5-литровым бензиновым двигателем мощностью 119 кВт (160 л. с.) с изменяемой геометрией турбонагнетателя и гибридной системой напряжением 48 вольт. Трансмиссия — 7-ступенчатая с двумя сцеплениями. Также автомобиль имеет два электродвигателя, которые приводят в движение задние колёса при выключенном ДВС. Заявленный разгон до 100 км/ч составляет 8,8 секунды, а максимальная скорость — свыше 209 км/ч. Степень сжатия ДВС составляет 12,5:1.
Используется литий-ионный аккумулятор напряжением 48 В и ёмкостью 0,8 кВт·ч. Аккумулятор имеет объём около 11 литров и не влияет на размер багажника, так как устанавливается под центральным тоннелем между передними сиденьями. Система двойного напряжения с преобразователем постоянного тока с 48 до 12 вольт управляет взаимодействием с электрической архитектурой транспортного средства.

## Рынки

### Европа
Tonale имеет системы CarPlay, Android Auto и Amazon Alexa, интегрированные в пользовательский интерфейс, который также оснащён 10,25-дюймовым (260 мм) сенсорным экраном. Обычные версии автомобиля имеют 18-дюймовые (460 мм) колёса, в то время как специальная версия, продававшаяся на момент запуска, имела 20-дюймовые (510 мм) колёса, а также другие косметические изменения. В гибридной версии с подзарядкой меньше места для багажа, чем в версии без подзарядки.

### Северная Америка
В Канаде Tonale продаётся с 2023 модельного года с 2,0-литровым бензиновым турбодвигателем или 1,3-литровым бензиновым двигателем в паре с электродвигателем. На рынке США автомобиль изначально продавался с 2,0-литровым двигателем.

#### Dodge Hornet
Модель Hornet была представлена в августе 2022 года в США и Канаде и стала первым компактным SUV компании Dodge после снятия с производства в 2011 году Dodge Nitro на базе Jeep Liberty. По сравнению с североамериканским Tonale, Hornet получил обновлённую переднюю часть, фары и задние фонари.

Название Hornet было приобретено корпорацией Chrysler после того, как в 1987 году она приобрела корпорацию American Motors. На передних крыльях всех автомобилей Hornet есть эмблема «Bee».
- Вид спереди
- Вид сзади

## Концепт-кары

### Totale Concept
Tonale Concept был представлен в марте 2019 года на Женевском автосалоне. Он оснащён подключаемой гибридной системой от Jeep Renegade, предположительно, с бензиновым двигателем, установленным спереди, и электродвигателем, установленным сзади. Были представлены различные режимы вождения: режим двойного питания для максимальной производительности, естественный режим для повседневного использования и повышенная эффективность только для электрической тяги. Дополнительные настройки сенсорного экрана позволяли дополнительно регулировать работу дроссельной заслонки, реакцию на торможение и чувствительность рулевого управления.
- Вид спереди
- Вид сзади
- Интерьер